# Rhea (thần thoại)
Rhea (Ῥέα) hay Rea () là nữ thần của sự sinh sản, màu mỡ, một trong những vị thần Titan, là con gái của thần Uranus (bầu trời) và nữ thần Gaia (đất mẹ). Ngoài Gaia, Rhea cũng thường được coi như "mẹ của các vị thần" trên đỉnh Olympus.
Cùng với Cronus, người chồng và đồng thời cũng là người em ruột, Rhea đã sinh ra: Hestia, Demeter, Hera, Hades, Poseidon và Zeus.
Khi biết có lời tiên đoán mình sẽ bị chính đứa con ruột lật đổ, lo sợ lịch sử lặp lại, Cronus đã nuốt chửng những đứa con của mình với Rhea khi chúng vừa mới sinh ra. Nhưng nhờ sự giúp đỡ của Gaia, Rhea đã cho Cronus nuốt một cục đá thay vì Zeus, đứa con út của bà. Vì thế, Zeus đã thoát chết và được nuôi nấng bởi tiên nữ Adamanthea trên đảo Crete. Khi đã đủ khôn lớn, Zeus quay lại giết cha và giải phóng các anh chị của mình.

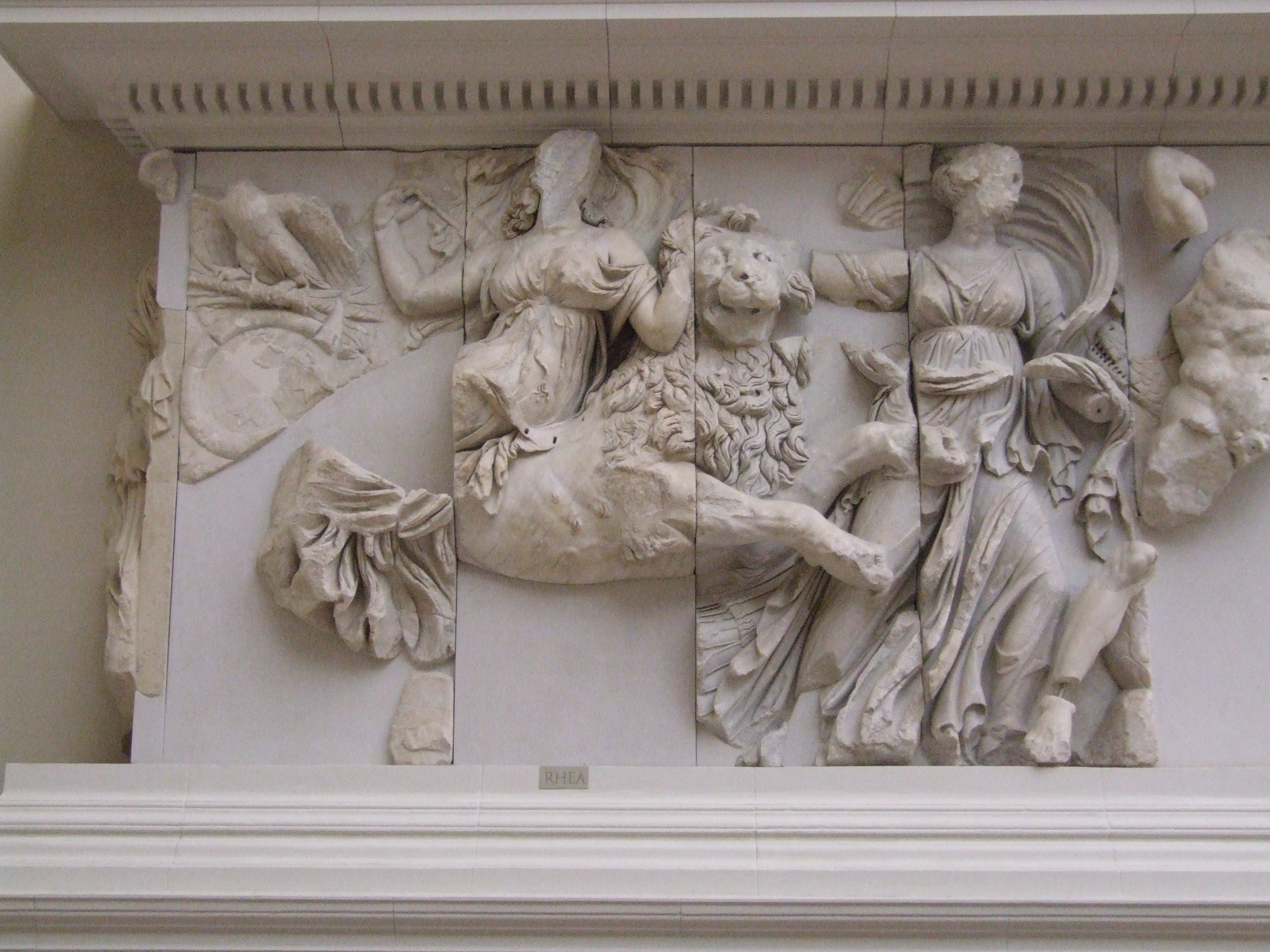
Rhea cưỡi sư tử
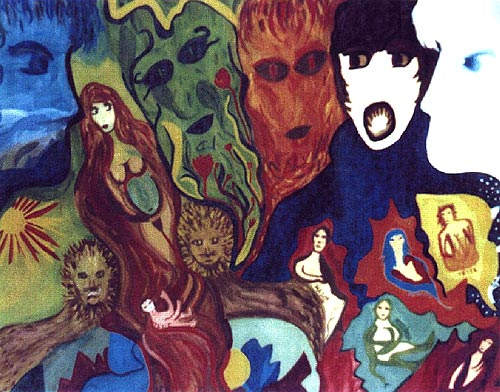
Rhea và Chronos
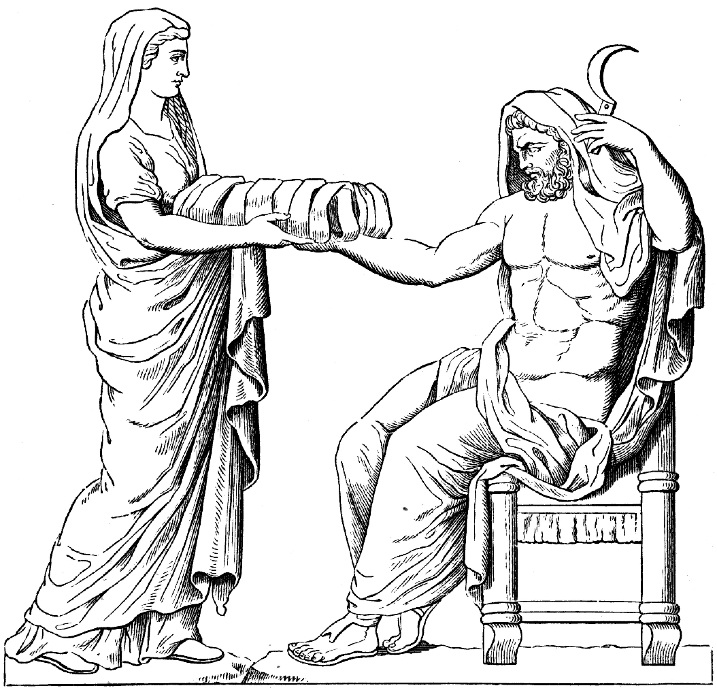